# Croix de cimetière de Vignory
La croix de cimetière de Vignory est une croix monumentale située dans le cimetière de la commune de Vignory, en France.

## Généralités
La croix est située dans le cimetière de la commune de Vignory, dans le département de la Haute-Marne, en région Grand Est, en France.

## Historique
La croix date du XVIe siècle.
La croix est classée au titre des monuments historiques par arrêté du 26 septembre 1903. La croix a été déplacée de l'ancien cimetière attenant à l'église vers sa position actuelle dans le nouveau cimetière en 1887 ou 1920.

## Description
Posée sur un double socle, le piédestal de plan carré a une hauteur de 80 centimètres se mue en gorge à pans, sur lequel repose le fut cylindrique d'une hauteur de 2,05 mètres. Au-dessus du fut, un chapiteau à relief est flanqué de consoles soutenant des figures de saintes femmes en draperie et soutient une croix représentant le Christ sur une face et une figure de Saint-Etienne martyr de l'autre côté. L'ensemble du monument s'élève à une hauteur d'environ 6 mètres.